# Charles Hope (1er comte de Hopetoun)
Pour les articles homonymes, voir Hope.
Charles Hope est un noble écossais né en 1681 et mort le 26 février 1742. Il est le premier comte de Hopetoun de 1703 à sa mort.

## Biographie
Il est le fils de John Hope de Hopetoun et l'arrière-arrière-petit-fils de Sir Thomas Hope (en) de Craighall (Fife).
Vers 1680, son père achète à George Seton (4e comte de Winton) la baronnie du château de Niddry. Il achète aussi à Sir Walter Seton la baronnie voisine d'Abercorn, qui lui confère le statut de heritable sheriff du comté de Linlithgow. En 1681, il est délégué du comté de Linlithgow au Parlement d'Écosse.
Fait 1er comte de Hopetoun à la pairie d'Écosse en 1703, il soutient l'association de son pays au royaume d'Angleterre. Il est ensuite pair représentatif de l'Écosse à Westminster de 1722 à sa mort.
Il est Lord-haut-commissaire à l'Assemblée générale de l'Église d'Écosse (en) en 1723, puis gouverneur de la Banque d'Écosse de 1740 à sa mort. Il est fait Chevalier de l'ordre du Chardon en 1738.
En 1699, Charles Hope épouse Lady Henrietta Johnstone, la fille de William Johnstone, le 1er marquis d'Annandale. Ils ont plusieurs enfants, dont John Hope (2e comte de Hopetoun) (1704–1781) et Charles Hope-Weir (1710–1791). Ce dernier deviendra homme politique.

## Sources
- (en) Cet article est partiellement ou en totalité issu de l’article de Wikipédia en anglais intitulé « Charles Hope, 1st Earl of Hopetoun » (voir la liste des auteurs).
- (en) Thomas Finlayson Henderson, « Hope, Charles (1681-1742) », dans Dictionary of National Biography, Londres, Smith, Elder & Co., 1885–1900 (lire en ligne).